# 塞尔维耶斯昂瓦勒
塞尔维耶斯昂瓦勒（法語：Serviès-en-Val，法語發音：[sɛʁvjɛs ɑ̃ val] ⓘ，意为“谷地中的塞尔维耶斯”）是法国奥德省的一个市镇，属于卡尔卡松区。

## 地理
塞尔维耶斯昂瓦勒（43°5'21"N, 2°31'12"E）面积6.5 平方千米，位于法国奧克西塔尼大區奥德省，该省份为法国南部沿海省份，北起塔恩省，西北接上加龙省，西接阿列日省，南至东比利牛斯省，东临地中海，东北与埃罗省接壤。
与塞尔维耶斯昂瓦勒接壤的市镇（或旧市镇、城区）包括：阿尔凯特昂瓦勒、拉格拉斯、里约昂瓦勒、托里兹、维莱特里图尔、瓦勒德达涅。

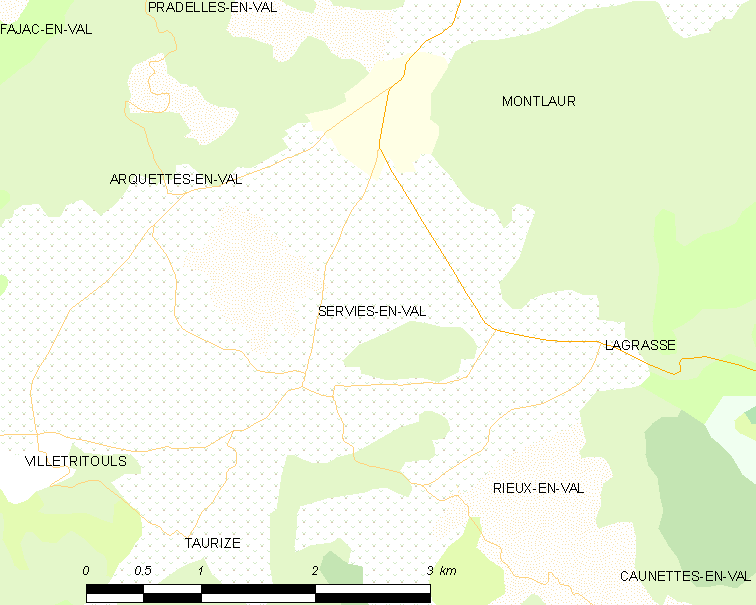
塞尔维耶斯昂瓦勒的OSM定位图

塞尔维耶斯昂瓦勒的时区为UTC+01:00、UTC+02:00（夏令时）。

## 行政
塞尔维耶斯昂瓦勒的邮政编码为11220，INSEE市镇编码为11378。

## 政治
塞尔维耶斯昂瓦勒所属的省级选区为亚拉里克山县。

## 人口

1962-2008年间塞尔维耶斯昂瓦勒人口变化图示

塞尔维耶斯昂瓦勒于2022年1月1日时的人口数量为207人。